# Jasmin Grabowski
Jasmin Grabowski, bis 2019 Jasmin Külbs (* 7. November 1991 in Speyer) ist eine deutsche Judoka.

## Leben
Nach dem Abitur am Heinrich-Heine-Gymnasium in Kaiserslautern ging sie als Sportsoldatin zur Bundeswehr.

## Erfolge
Külbs ist mehrfache Deutsche Meisterin im Schwergewicht. Sie belegte bei der EM 2008 und der WM (U20) 2009 jeweils den 7. Platz.
Bei der EM (U23) 2012 holte sie für Deutschland die Bronzemedaille. Sie gewann zudem bei World-Cup- und Grand-Prix-Turnieren mehrere Medaillen.
Bei den Europameisterschaften 2013 in Budapest belegte sie in der Klasse über 78 kg den fünften Platz., bei den Europameisterschaften 2014 in Montpellier gewann sie die Bronzemedaille. Bei den Europaspielen 2015 gewann sie die Silbermedaille. 2016 nahm sie an den Olympischen Spielen in Rio de Janeiro teil, schied aber mit einer Erstrunden-Niederlage aus.
Kurz nach ihrer Heirat belegte sie 2019 den fünften Platz beim Grand-Slam-Turnier in Brasília.
Grabowski wurde für die Olympischen Spiele 2020 in Tokio nominiert. Dort unterlag sie im Einzelwettbewerb in ihrem Auftaktkampf der Chinesin Xu Shiyan. Im Mixed-Mannschaftswettbewerb gewann die deutsche Mannschaft eine Bronzemedaille. Grabowski wurde im Kampf um Bronze nicht eingesetzt, aber in einem vorherigen Kampf.